# Julián Delgado Lopera
Julián Delgado Lopera (Bogotá, 4 de junio de 1988) es una persona queer colombiana dedicada a la escritura. Una de sus principales obras de su autoría es ¡Cuéntamelo!, una colección ilustrada de historias de inmigrantes queer en los Estados Unidos durante la década de 1980. Utiliza expresiones creativas, como escritura, presentaciones literarias queer y poesía bilingüe para promover proyectos de activismo LGBT en el Área de la Bahía de San Francisco. Delgado Lopera se desempeña en la dirección ejecutiva/artística de la organización sin fines de lucro Radar Productions desde 2015.

## Primeros años y educación
Julián Delgado Lopera nació en Bogotá (Colombia) y emigró con su familia a los Estados Unidos en 2003 cuando tenía quince años. Primero se mudó a Miami, Florida, y luego se trasladó al Área de la Bahía de San Francisco para encontrar su hogar queer.
Delgado Lopera asistió a la Universidad de California en Berkeley, donde obtuvo una licenciatura en Estudios de Mujeres y Género en 2011. Continuó su educación en la Universidad Estatal de San Francisco y se graduó con un Máster en Bellas Artes en Escritura Creativa en 2015.

## Obras destacadas
Las obras de Delgado Lopera han sido publicadas por Four Way Review, The Bold Italic, Weird Sister, Revista Canto, Transfer Magazine, Raspa Magazine, Black Girl Dangerous y SF Weekly.

### ¡Cuéntamelo!: Testimonios de inmigrantes latinos LGBT(2014)
¡Cuéntamelo!: Testimonios de inmigrantes latinos LGBT se publicó en 2014. El libro es una colección de historias orales de inmigrantes latinos, queer e inmigrantes mayores de 45 años. Todas las historias están ilustradas y están disponibles en inglés y español. Una de las personas reseñadas en ¡Cuéntamelo!, Adela Vázquez, una mujer inmigrante transgénero de ascendencia cubana, influyó en el interés de Delgado Lopera en estas historias sin explotar durante una presentación en clase. Delgado Lopera publicó por primera vez cuatro historias en la revista SF Weekly tituladas "Cuentamelo: An Oral History of Queer Latin Immigrants in San Francisco" el 26 de junio de 2013. Luego recibieron dos premios de escritura creativa de la Galería de la Raza y el Queer Cultural Center, lo que les permitió seguir encontrando más historias hablando sobre homofobia, transfobia, xenofobia y la pandemia del SIDA. Se atribuye a ¡Cuéntamelo! haber sacado a la luz historias de intersecciones de identidades como queer, estatus migratorio, género y edad.

### Quiéreme(2017)
Quiéreme se publicó en marzo de 2017. Es una colección de ensayos que documentan la experiencia del anhelo de amor. Delgado Lopera juega con el lenguaje en Quiéreme para crear una combinación mixta de inglés y español en "spanglish" como una forma de literatura bilingüe.

### Fiebre Tropical(2020)
La primera novela de Delgado Lopera debutó en marzo de 2020 con una recepción crítica positiva. Fue finalista del Premio Kirkus de Ficción 2020 y en 2021 ganó el Premio Literario Lambda de Ficción Lésbica y el Premio Ferro-Grumley de Ficción LGBTQ.

## Activismo

### Radar Productions
Julián Delgado Lopera asumió la dirección ejecutiva/artística de la organización sin fines de lucro Radar Productions en 2015. La escritora Michelle Tea fundó Radar Productions en 2003. Su misión es encargar y ofrecer a artistas queer, de diversos orígenes, espacios para contar su experiencia LGBTQA. Radar Productions tiene su sede en San Francisco y organiza presentaciones de literatura queer en el Área de la Bahía que están abiertas gratuitamente al público.
Julián Delgado Lopera inició "Queering the Castro" poco después de asumir la Dirección Ejecutiva y Artística de Radar Productions. "Queering the Castro" fue un proyecto de un año de duración con la misión de revivir el carácter queer del barrio Castro a través de una serie de paneles de discusión, lecturas de poesía, intimidad queer, narraciones drag queen y actuaciones bilingües. Bajo el liderazgo de Delgado Lopera, Radar Productions recibió $25,000 de las Becas para las Artes de San Francisco. Su misión para "Queering the Castro" buscaba revivir la cultura queer y hacerla más inclusiva para las comunidades de color a través de exposiciones de arte, lecturas de poesía y premios literarios. Colaboró con Magnet, el centro de salud para hombres homosexuales en Castro, la sucursal Eureka Valley/Harvey Milk Memorial de la Biblioteca Pública de San Francisco y el Museo de Historia GLBT dirigido por la GLBT Historical Society.

### Aportes artísticos
Como activista queer, trans y de color, Delgado Lopera colaboró en "Noche de Ambiente", una exposición multimedia disponible al público desde octubre de 2016 hasta febrero de 2017 en el Museo de Historia GLBT. "Noche de Ambiente" ofreció un vistazo a la vida de las identidades latinas LGBT en San Francisco desde los años 1970 hasta los años 1990. Delgado Lopera fue voluntario en el Museo de Historia GLBT y durante su estancia allí, se les pidió que participaran en la exposición "ambiente". El término "ambiente" se ha utilizado informalmente como código para la resistencia/queer latina y como una introducción a la escena social latina LGBT. Delgado Lopera colaboró en la exposición para utilizar el arte como herramienta para educar al público sobre la historia latina queer en el Área de la Bahía, particularmente en San Francisco. Reconoce la importancia de dar cabida a la historia latina queer multinacional e intergeneracional y la necesidad de extender el término latinidad en Estados Unidos.

## Performance

### Sister Spit
Como intérprete de Sister Spit, un roadshow feminista, queer y de poesía cómica, Delgado Lopera viaja por todo el país. Sister Spit surgió durante la década de 1990 como una represalia semanal de poesía con micrófono abierto contra la ola de poesía misógina prominente en el área de San Francisco en ese momento. Sister Spit ahora realiza giras anualmente después de experimentar un resurgimiento como "Sister Spit: la próxima generación" en 2007. Recibió una invitación para participar en 2016 y continúa de gira junto a Joshua Jennifer Espinoza, Cathy de la Cruz, Celeste Chan, Virgie Tovar, Maya Songbird. y Denise Benavides.
Delgado Lopera se ha presentado en varios lugares del Área de la Bahía y de Estados Unidos, incluyendo Action Fiction!, Red Light Lit, Beast Crawl, Lit Quake, y ha dado conferencias en Wayward Writers.

## Premios y reconocimientos
La Fundación San Francisco nombró a Delgado Lopera ganador del Premio Joseph Henry Jackson en 2014. También recibió un premio del Fondo de Artistas Regen Ginaa de la Galería de la Raza en 2013 y la Beca del Festival Nacional de Artes Queer del Queer Cultural Center en 2014.